# خايذاري
خايذاري: (باليونانية: Χαϊδάρι)، (بالإنجليزية:Chaidari)، مدينة يونانية تقع في وسط جنوب البلاد ضمن منطقة أتيكا الإدارية، تتبع مقاطعة غرب أثينا ضمن هذه المنطقة الإدارية.

## الموقع
تقع المدينة شمال شرق أثينا على ارتفاع 100 متر عن مستوى سطح البحر، ضمن وادي في جبل إيغاليو بحيث تقع قمتي هذا الجبل إلى الشمال وإلى الجنوب من خايذاري، تحدها من الشرق مدينتي بيريستيري وإيغاليو ومن الجنوب كيراتسيني، نيكايا وكوريذالوس.

## متفرقات
- بدأت عمليات البناء في هذه الضاحية منذ خمسينيات القرن الماضي واستمرت حتى وقت قريب.
- النصف الغربي من المدينة عبارة عن أحياء سكنية أما النصف الشرقي فتسيطر عليه صخور جبل إيغاليو مع وجود بعض الشجيرات المتفرقة.
- أهم نادي كرة قدم في المدينة هو خايداري أف سي ويلعب في دوري الدرجة الثانية اليوناني، ملعبه هو استاد ذاسوس خايداريو البلدي.
- توجد ضمن نطاق البلدية وعلى سفوح جبل إيغاليو دير دافني (Dafni) الذي يقع ضمن غابة صغيرة.